# Chaos im Netz
Chaos im Netz (Originaltitel: Ralph Breaks the Internet) ist ein US-amerikanischer Animationsfilm der Walt Disney Animation Studios aus dem Jahr 2018. Das Drehbuch wurde von Phil Johnston und Pamela Ribon geschrieben, die Regie für den Film führten Rich Moore und Johnston. Chaos im Netz ist die Fortsetzung des 2012 erschienenen Filmes Ralph reichts. Außerdem ist er Disneys 57. abendfüllender Animationsfilm. Er kam am 24. Januar 2019 in Deutschland, Österreich und der Schweiz in die Kinos.

## Handlung
Als der Betreiber der Spielothek, in der die Spielefiguren Ralph und Vanellope leben, nach Jahren wieder ein neues Gerät anschließt, entpuppt sich dieses als ein Internet-Router. Dieser ist allerdings anfangs noch nicht aktiv, da der Zugang zum neuen Gerät verboten ist. Vanellope, die seit den Ereignissen von Ralph reichts immer in ihrem Spiel Sugar Rush gewinnt, wünscht sich neue Herausforderungen, also gestaltet Ralph ihr einen neuen Parcours. Als sie ihn ausprobieren will, ist das Mädchen, das gerade mit ihr spielt, nicht begeistert und versucht, sie auf die eigentliche Strecke zurückzubringen, wobei das Lenkrad des Spielautomaten zerstört wird. Da der Hersteller des Spieles nicht mehr existiert, suchen die gerade in der Spielothek anwesenden Kinder mit ihren Smartphones nach einem passenden Lenkrad und finden eines, das gerade auf eBay angeboten wird. Es kostet aber mehr, als das Spiel Sugar Rush im Jahr einbringt. Der Betreiber beschließt daher, Sugar Rush demnächst abzuschalten. Daraufhin vereinbaren Ralph und Vanellope, ins Internet zu gehen und das Lenkrad zu erwerben. Sie gelangen ins Internet und finden das Lenkrad bei eBay. Dort ersteigern sie es für ein Angebot von 27.001 US-Dollar und müssen dann einen Weg finden, schnell Geld zu verdienen, da sonst ihr Gebot binnen 24 Stunden verfällt. Dabei gelangen sie zuerst ins Spiel Slaughter Race, das an GTA erinnert. Vanellope begeistert dies mehr als ihr eigenes Spiel und sie möchte lieber in diesem modernen Spiel fahren, während Ralph auf der Videoplattform BuzzTube das benötigte Geld verdient. Nachdem Ralph genug Geld zusammen hat, kann er das Lenkrad bezahlen, muss aber feststellen, dass Vanellope im neuen Spiel bleiben will. Daraufhin besorgt er sich einen Virus, der ihr das Spiel vermiesen soll, aber viel schlimmeres Chaos anrichtet. Schließlich kann er den Virus erfolgreich bekämpfen, Vanellopes Freundschaft zurückgewinnen und ihre Entscheidung, im neuen Spiel zu bleiben, akzeptieren. Er kehrt allein in die Spielhalle zurück, hält aber über das Netz Kontakt zu Vanellope.

## Veröffentlichung und Rezeption
Die Weltpremiere von Chaos im Netz fand am 5. November 2018 im El Capitan Theatre in Los Angeles statt. Der Film kam am 21. November 2018 in die US-amerikanischen Kinos. Er brachte bis Ende 2018 weltweit über 285 Millionen US-Dollar ein und erhielt viele positive Bewertungen von Kritikern, die die Animationstechnik priesen sowie den Humor, die vielseitigen Figuren und die Geschichte sowie die Stimm-Performances der amerikanischen Sprecher John C. Reilly und Sarah Silverman. Der Film wurde für den besten Animationsfilm der 91. Academy Awards, der 76. Golden Globe Awards und der 24. Critics’ Choice Movie Awards nominiert.

## Synchronisation
Die Synchronisation des Films wurde bei der Film- & Fernseh-Synchron nach einem Dialogbuch von Tobias Neumann unter der Dialogregie von Marcel Collé erstellt.
| Rolle                                   | Englischer Sprecher | Deutscher Sprecher    |
| Spielothek                              | Spielothek          | Spielothek            |
| --------------------------------------- | ------------------- | --------------------- |
| Randale-Ralph (englisch Wreck-It Ralph) | John C. Reilly      | Pierre Peters-Arnolds |
| Vanellope von Schweetz                  | Sarah Silverman     | Anna Fischer          |
| Fix-It Felix Jr.                        | Jack McBrayer       | Kim Hasper            |
| Sergeant Calhoun                        | Jane Lynch          | Vera Teltz            |
| Sonic                                   | Roger Craig Smith   | Tobias Müller         |
| Taffyta Muttonfudge                     | Melissa Villaseñor  | Anja Stadlober        |
| Root Beer Tapper                        | Maurice LaMarche    | Tobias Lelle          |
| Sauer Drops (Sour Bill)                 | Rich Moore          | Jan Spitzer           |
| Zangief                                 | Rich Moore          | Klaus-Dieter Klebsch  |
| Überspannungsschützer (Surge Protector) | Phil Johnston       | Stefan Staudinger     |
| Internet                                |                     |                       |
| Shank                                   | Gal Gadot           | Maria Koschny         |
| Yesss                                   | Taraji P. Henson    | Tanja Geke            |
| Alleswisser (KnowsMore)                 | Alan Tudyk          | Lutz Mackensy         |
| Double Dan                              | Alfred Molina       | Axel Lutter           |
| J.P. Spamley                            | Bill Hader          | Rainer Fritzsche      |
| Arthur                                  | John DiMaggio       | Tommy Morgenstern     |
| eboy                                    | Sean Giambrone      | Dirk Petrick          |
| ebay Elayne                             | Rebecca Wisocky     | Martina Treger        |
| Maybe                                   | Flula Borg          | Timmo Niesner         |
| Felony                                  | Ali Wong            | Julia Kaufmann        |
| Butcher Boy                             | Timothy Simons      | Sven Brieger          |
| Little Debbie                           | GloZell Green       | Sarah Alles           |
| Pyro                                    | Hamish Blake        | Leonhard Mahlich      |
| Buzz Lightyear                          | Tim Allen           | Walter von Hauff      |
| I-Aah                                   | Brad Garrett        | Tilo Schmitz          |
| C-3PO                                   | Anthony Daniels     | Joachim Tennstedt     |
| Brummbär (Grumpy)                       | Corey Burton        | Uli Krohm             |
| Baby Groot                              | Vin Diesel          | Hans-Eckart Eckhardt  |
| Anna                                    | Kristen Bell        | Yvonne Greitzke       |
| Arielle (Ariel)                         | Jodi Benson         | Anna Carlsson         |
| Aurora                                  | Kate Higgins        | Jodie Blank           |
| Belle                                   | Paige O’Hara        | Gabrielle Pietermann  |
| Cinderella                              | Jennifer Hale       | Marie Bierstedt       |
| Elsa                                    | Idina Menzel        | Dina Kürten           |
| Jasmin (Jasmine)                        | Linda Larkin        | Giuliana Jakobeit     |
| Merida                                  | Kelly Macdonald     | Laurine Betz          |
| Mulan                                   | Ming-Na Wen         | Dascha Lehmann        |
| Pocahontas                              | Irene Bedard        | Alexandra Wilcke      |
| Rapunzel                                | Mandy Moore         | Lina Rabea Mohr       |
| Schneewittchen (Snow White)             | Pamela Ribon        | Magdalena Höfner      |
| Tiana                                   | Anika Noni Rose     | Olivia Büschken       |
| Vaiana (Moana)                          | Auliʻi Cravalho     | Lina Larissa Strahl   |
| Menschen                                |                     |                       |
| Mr. Stan Litwak                         | Ed O’Neill          | Kaspar Eichel         |
| Colleen                                 | Colleen Ballinger   | Jessica Rust          |

## Gastauftritte
Wie im Vorfilm haben auch hier viele Figuren aus real existierenden Videospielen einen Gastauftritt. So werden Pac-Man und Sonic oft von Ralph und Vanellope erwähnt und diese treten auch auf oder sprechen sogar mit ihnen. Weitere Videospielfiguren, die kurz zu sehen sind, sind Chun-Li, Dr. Robotnik und die vier Geister Inky, Blinky, Pinky und Clyde aus Pac-Man. Im Film werden auch die Spiele Space Invaders und Frogger erwähnt. Am Anfang des Filmes fahren Ralph und Vanellope in dem Videospiel TRON herum, das auf dem gleichnamigen Disney-Film basiert.
Zudem haben auch Stan Lee und die Band Imagine Dragons in diesem Film einen Cameo-Auftritt.

## Anspielungen
Im Internet werden viele real existierende Webseiten wie Google, Ebay und Instagram erwähnt. Auf der Disney-Webseite, wo Vanellope die Disney-Prinzessinnen trifft, sieht man auch Eingänge zu Webseiten von den Muppets, Star Wars und dem Marvel-Universum, die bereits auch Eigentum von Disney sind. Vanellope begegnet dort auch I-Aah und Brummbär.

## Auszeichnungen (Auswahl)
Annie Awards 2019
- Auszeichnung für die Besten Effekte in einem Animationsfilm (Cesar Velazquez, Marie Tollec, Alexander Moaveni, Peter DeMund & Ian J. Coony)
- Nominierung als Bester Animationsfilm
- Nominierung für die Beste Regie bei einem Animationsfilm (Rich Moore & Phil Johnston)
- Nominierung für das Beste Drehbuch bei einem Animationsfilm (Phil Johnston & Pamela Ribon)
- Nominierung für die Beste Musik in einem Animationsfilm (Henry Jackman, Alan Menken, Phil Johnston, Tom MacDougall & Dan Reynolds)
- Nominierung für den Besten Schnitt in einem Animationsfilm (Jeremy Milton, Fabienne Rawley, Jesse Averna, John Wheeler & Pace Paulsen)
- Nominierung für die Besten Figurenanimationen in einem Animationsfilm (Vitor Vilela)
- Nominierung für das Beste Figurendesign in einem Animationsfilm (Ami Thompson)
- Nominierung für das Beste Storyboard in einem Animationsfilm (Michael Herrera)
- Nominierung für die Beste Synchronisation in einem Animationsfilm (Sarah Silverman)[5]

Nickelodeon Kids’ Choice Awards 2019
- Nominierung als Lieblings-Animationsfilm
- Nominierung als Lieblings-Synchronstimme in einem Animationsfilm (Gal Gadot)[6]

Producers Guild of America Awards 2019
- Nominierung als Bester Animationsfilm (Clark Spencer)[7]

Satellite Awards 2018
- Nominierung als Bester Film (Animationsfilm oder Real-/Animationsfilm)[8]

Saturn-Award-Verleihung 2019
- Nominierung als Bester Animationsfilm[9]

## Trivia
- Am Ende des Abspanns wird dem Zuschauer eine exklusive Vorschau zu Frozen II angekündigt, die sich nach wenigen Sekunden in ein Video ändert, in dem Ralph den Song Never Gonna Give You Up von Rick Astley singt und damit den Zuschauer „rickrollt“.[10]